# Chrysaora helvola
Chrysaora helvola är en manetart som beskrevs av Brandt 1838. Chrysaora helvola ingår i släktet Chrysaora, och familjen Pelagiidae. Inga underarter finns listade.